# Amandus Schölzig
Amandus Schölzig OCSO (* 3. Mai 1836 in Jauernig, Österreichisch Schlesien, Kaisertum Österreich als Ferdinand Schölzig; † 28. Januar 1900 in Pietermaritzburg) war ein österreichischer römisch-katholischer Geistlicher, Augustiner-Chorherr, Trappist, Abt und Missionar.

## Leben und Werk
Der in Jauernig (heute: Javorník) als Bauernsohn geborene Ferdinand Schölzig (späterer Ordensname: Amandus, nach Amand von Maastricht) machte das Abitur in Olmütz und trat 1858 in das Stift Klosterneuburg der Kongregation der österreichischen Augustiner-Chorherren ein. 1863 wurde er zum Priester geweiht. Nach dem Studium an der Universität Wien lehrte er von 1865 bis 1888 im Kloster Exegese und orientalische Sprachen und war 15 Jahre lang Novizenmeister. 
Im Oktober 1888 verließ er im Alter von 52 Jahren ohne Erlaubnis den relativen Komfort von Klosterneuburg und trat in das (1882 von Franz Pfanner gegründete) missionarische Trappistenkloster Mariannhill in Südafrika ein. Nach der Profess 1891 wurde er auch dort Novizenmeister und bereits 1894 (als Nachfolger des vom Orden suspendierten Pfanner) zweiter Abt von Mariannhill (eingesetzt durch Bischof Charles Jolivet, 1826–1903). Als solcher beförderte er die Herz-Jesu-Verehrung und führte Pfanners Missionswerk konsequent weiter. Den bei seinem Amtsantritt bestehenden zwölf Missionsstationen fügte er acht weitere hinzu und konnte 1898 die erste Priesterweihe eines einheimischen Afrikaners begrüßen. Neun Jahre nach seinem Tod (an Magenkrebs) wurden die Mariannhiller Missionare 1909 aus dem Trappistenorden ausgegliedert und als eigener Orden eingesetzt, weil das trappistische Ideal mit der Missionstätigkeit nur schwer zu vereinbaren war.